# درویش خان (آلبوم)
 درویش خان نام یک آلبوم موسیقی اثر  ارشد طهماسبی، هنرمند ایرانی است که در سبک  سنتی تهیه شده و دارای ۱۹ آهنگ است. 

## فهرست آهنگ‌ها
| ردیف | آهنگ                    |
| ۱    | چهارمضراب ماهور         |
| ۲    | پیش‌درآمد ابوعطا         |
| ۳    | پیش‌درآمد افشاری         |
| ۴    | پیش‌درآمد چهارگاه        |
| ۵    | پیش‌درآمد ماهور          |
| ۶    | پیش‌درآمد راک ماهور      |
| ۷    | پیش‌درآمد سه‌گاه          |
| ۸    | پولکا ماهور و ـ چهارگاه |
| ۹    | رنگ سه‌گاه               |
| ۱۰   | رنگ ابوعطا              |
| ۱۱   | رنگ افشاری ۲            |
| ۱۲   | رنگ افشاری              |
| ۱۳   | رنگ اصفهان ـ غنی و فقیر |
| ۱۴   | رنگ اصفهان ـ پریچهر     |
| ۱۵   | رنگ اصفهان              |
| ۱۶   | رنگ همایون              |
| ۱۷   | رنگ ماهور ـ قهر و آشتی  |
| ۱۸   | رنگ ماهور               |
| ۱۹   | رنگ شوشتری              |